# Mulino Vecchio (fascia fluviale del Po)
Mulino Vecchio (fascia fluviale del Po) este o arie protejată (arie specială de conservare — SAC, sit de importanță comunitară — SCI) din Italia întinsă pe o suprafață de 414 ha, integral pe uscat.

## Localizare
Centrul sitului Mulino Vecchio (fascia fluviale del Po) este situat la coordonatele 45°15′22″N 7°58′16″E / 45.256°N 7.971°E.

## Înființare
Situl Mulino Vecchio (fascia fluviale del Po) a fost declarat sit de importanță comunitară în septembrie 1995 pentru a proteja 13 specii de animale. Situl a fost protejat și ca arie specială de conservare în februarie 2017.

## Biodiversitate
Situată în ecoregiunea continentală, aria protejată conține 5 habitate naturale: Păduri aluvionare cu Alnus glutinosa și Fraxinus excelsior (Alno-Padion, Alnion incanae, Salicion albae), Fânețe de joasă altitudine (Alopecurus pratensis, Sanguisorba officinalis), Păduri mixte riverane de Quercus robur, Ulmus laevis și Ulmus minor, Fraxinus excelsior sau Fraxinus angustifolia, de-a lungul marilor râuri (Ulmenion minoris), Râuri cu maluri nămoloase cu vegetație de Chenopodion rubri p.p. și Bidention p.p., Păduri de stejar sau de stejar și carpen sub-atlantice și medio-europene de Carpinion betuli.
La baza desemnării sitului se află mai multe specii protejate:
- păsări (5): pescăruș albastru (Alcedo atthis), egretă mare (Ardea alba), ciocănitoare neagră (Dryocopus martius), egretă mică (Egretta garzetta), grangur (Oriolus oriolus)
- amfibieni (1): Triturus carnifex
- pești (7): Barbus caninus, Barbus plebejus, Cobitis bilineata, zglăvoacă (Cottus gobio), Lethenteron zanandreai, Salmo marmoratus, Telestes muticellus

Pe lângă speciile protejate, pe teritoriul sitului au mai fost identificate 2 specii de păsări, 4 specii de amfibieni, 1 specie de mamifere, 1 specie de pești, 4 specii de reptile.